# Miecznik ciemny
Miecznik ciemny, miecznik brązowy (Conocephalus fuscus, często opisywany pod synonimiczną nazwą Conocephalus discolor) – gatunek owada zaliczany do miecznikowatych, blisko spokrewniony z miecznikiem łąkowym, od którego różni się dłuższymi skrzydłami. Występuje w Europie i Azji (Chiny, Mongolia, Rosja). W Polsce pospolity niemal w całym kraju, poza częścią południowo-zachodnią (od Sudetów po Tatry) i północno-wschodnią (Pojezierze Mazurskie i Podlasie).
Zasiedla siedliska wilgotne lub strefę pogranicza między środowiskami wilgotnymi i suchymi. Spotykany w wysokich trawach i trzcinach. 
Jest to zielony owad z brązowym grzbietem i skrzydłami. Długość jego ciała wynosi 16–22 mm. Gatunek wszystkożerny. Żywi się trawami i małymi owadami. 
Znane są dwie formy różniące się długością skrzydeł. Obydwie mogą latać, ale osobniki o dłuższych skrzydłach mają większy udział w zajmowaniu nowych siedlisk, a tym samym w poszerzaniu zasięgu występowania.